# 제국의 역습
《스타 워즈 에피소드 5: 제국의 역습》(영어: Star Wars Episode V: The Empire Strikes Back)은 1980년 미국에서 제작된 공상 과학 판타지 서사 영화이다. 어빈 커슈너가 감독을 맡았고, 조지 루커스가 이야기 원안 및 제작을, 로런스 캐스던과 리 브래킷이 각본을 담당하였다. 스타 워즈 영화 9부작 중 시나리오 상 5번째 에피소드에 해당하며, 제작 시기상으로는 두 번째로 만들어진 작품이다. 평단과 대중으로부터 시리즈 중 가장 높게 평가를 받는 작품이다.

## 줄거리
{아주 먼 옛날 은하계 저편에...(A long time ago in a galaxy far, far away...)} {반란군(Rebellion)으로써는 암담한 시기. 죽음의 별(Death Star)을 파괴하는 데는 성공하였지만, 제국군(Imperial)은 반란군을 은하계 막다른 곳으로 몰아냈다. 루크 스카이워커(Luke Skywalker)가 이끄는 자유의 투사(Freedom Fighters)들은 제국의 무서운 스타함대(Starfleet)을 피하여 얼음으로 뒤덮인 호스(Hoth) 행성에 새로운 비밀 기지를 마련했다. 젊은 스카이워커를 찾으려고 혈안이 된 간악한 악의 군주(Dark Lord) 다스 베이더(Darth Vader) 총통은 우주의 구석 구석에 수천의 원격조종 탐색선(Remote Probes)을 보냈다.} 비록 죽음의 별은 폭파시켰지만, 수와 무기에 있어서 열세인 반란군은 제국군에게 밀려서 우주의 변방인 얼음의 혹성에서 재기의 기회를 노리고 있었다. 정찰에 나섰다가 얼음속에 사는 괴물에게 납치되어 다시 구출되는 과정에서 루크는 제다이 기사단의 스승 요다를 찾아가 제다이 수업을 받으라는 지시를 받는다. 스카이워커를 찾으려는 제국은 우주의 곳곳에 탐색 장치를 떨어뜨려놓는데, 결국 얼음의 혹성이 제국에게 발각된다. 마침내 거대한 다리로 걸어다니는 마치 불을 뿜는 공룡과 같은 스노우 워커를 앞세운 제국의 반격이 개시된다. 우세한 제국에 밀린 반란군은 직결 지점에서 만나기로 하고 뿔뿔이 흩어진 채로 간신히 퇴각에 성공한다. 루크는 제다이 기사이자 철학자이면서 8백살이 넘는 나이를 가진 요다가 있는 습지대의 혹성 대고바로 가서 그에게서 철저한 훈련을 받으며 제다이로서의 기량을 갖추고자 애쓴다. 한편, 자바를 찾아 떠나려다 실종되었던 루크를 구출하느라 머물고 있던 솔로는 레이아 공주가 기지에 갇히는 바람에 퇴각하는 수송선에 오르지 못하자, 그녀를 데리고 겨우 팰콘에 오른다. 하지만 미쳐 팰콘의 고속 추진기를 고치지못한 관계로 광속을 낼 수 없어 제국의 끈질긴 추적을 계속 받는다. 제국의 추적에 위험이 계속되는 솔로 일행은 우주의 온갖 암석들이 밀집된 소혹성군(Asteroid)으로 들어가 뒤쫓아오는 제국의 추적기 4대 중 2대가 암석과 부딪쳐 폭발된다. 그리고 다시, 거대한 암석의 계곡으로 들어가 납작한 팰콘과 좁은 지형을 이용, 뒤따라오던 나머지 두 대도 폭발시킨다. 그리고 그 별의 구멍 속으로 피신한다. 그곳에서 팰콘을 수리하지만 무언가 이상함을 느낀 솔로는 자신이 착륙한 곳이 바로 동굴에 사는 뱀처럼 생긴 거대한 우주 괴물의 입 속이었다. 간신히 괴물에게서 탈출하지만, 다시 끈질기게 암석들을 부수며 별무리속을 뚫고 쫓아오는 제국 함대의 공격을 받자 솔로는 기지를 발휘, 함대에 뒷편에 붙어서 숨는다. 그리고 그의 예상대로 함대가 광속 추진을 하기전 쓰레기를 버릴 때 함께 떨어져 나온다. 함대는 광속으로 순간적으로 멀리 가고, 솔로는 근처에 있는 옛 친구 랜도 캘리시언이 관리하는 구름의 도시를 찾아가는데 먼저 와 있던 다스 베이더가 그들을 미끼로 루크 스카이워커를 찾으려고 한다. 포스가 강했던 루크는 마스터 요다와 벤 케노비의 만류를 뿌리치고 베스핀으로 향한다. 한 솔로는 탄소 냉동되어 보바 펫에게 넘겨지고, 다스 베이더는 루크에게 자신이 그의 아버지라는 사실을 알려준다. 그러면서 루크를 다크 사이드로 데려오려 하지만 루크는 환풍구로 떨어지고 밀레니엄 펠콘의 구출을 받는다.

## 출연진
| 배우             | 등장 인물            | 인물 설명                              |
| ---------------- | -------------------- | -------------------------------------- |
| 마크 해밀        | 루크 스카이워커      | 제다이 기사, 반란군 소속               |
| 해리슨 포드      | 한 솔로              | 밀레니엄 팰콘 선장 밀무역꾼            |
| 캐리 피셔        | 레이아 오르가나 공주 | 반란군의 수장                          |
| 데이비드 프로스  | 다스 베이더          | 시스의 암흑 군주, 제국군 사령관        |
| 제임스 얼 존스   | 다스 베이더          | 시스의 암흑 군주, 제국군 사령관        |
| 프랭크 오즈      | 요다                 | 원로 제다이 마스터                     |
| 빌리 디 윌리엄스 | 랜도 칼리시언        | 구름 도시 베스핀의 관리자, 솔로의 친구 |
| 케니 베이커      | R2-D2                | 드로이드 콤비                          |
| 앤서니 대니얼스  | C-3PO                | 드로이드 콤비                          |
| 피터 메이휴      | 츄바카               | 한 솔로의 친구, 밀레니엄 팰콘의 조종사 |
| 앨릭 기니스      | 오비완 케노비        | 제다이 마스터                          |

## 한국판 성우진

### MBC 첫 더빙 (1988년 1월 1일)
- 배한성 - 루크 스카이워커(마크 해밀)
- 양지운 - 해설 / 한 솔로(해리슨 포드)
- 정희선 - 레아 공주(캐리 피셔)
- 김기현 - 다스 베이더(제임스 얼 존스)
- 김태훈 - 요다(프랭크 오즈)
- 황일청 - 쓰리피오(앤서니 대니얼스)
- 이규연 - 벤 케노비(앨릭 기니스)
- 이영달 - 펠퍼틴 황제(클라이브 레빌)
- 한규희
- 전국근
- 김용식
- 박태호
- 이병식
- 이종오
- 이인성
- 최상기
- 신성호
- 박기량
- 이성

### MBC 재더빙 (2003년 7월 26일)
- 표영재 - 루크 스카이워커(마크 해밀)
- 양지운 - 한 솔로(해리슨 포드)
- 박영희 - 레아 공주(캐리 피셔)
- 박지훈 - 다스 베이더(제임스 얼 존스)
- 김용식 - 해설 / 오비완 케노비(앨릭 기니스)
- 김태훈 - 요다(프랭크 오즈)
- 김호성 - 쓰리피오(앤서니 대니얼스)
- 최한 - 랜도(빌리 디 윌리엄스)
- 김기현 - 펠퍼틴 황제(클라이브 레빌)
- 이도련 - 오젤(마이클 쉬어드)
- 이성 - 라이켄 장군(브루스 바)
- 이병식 - 피에트(제러미 벌로치)
- 장성호 - 니다(마이클 쿨버)
- 고성일 - 반란군(존 모튼)
- 방성준 - 비어스(줄리안 글로버)
- 정재헌 - 제국군(마크 카프리)
- 이원찬 - 반란군(노만 챈서)
- 문남숙 - 드로이드(캐리 먼로)

### KBS (2006년 10월 6일)
- 유동균 - 루크 스카이워커(마크 해밀)
- 박기량 - 한 솔로(해리슨 포드)
- 이선 - 레아 공주(캐리 피셔)
- 이봉준 - 다스 베이더(제임스 얼 존스)
- 윤세웅 - 쓰리피오(앤서니 대니얼스)
- 유강진 - 오비완(앨릭 기니스)
- 노민 - 요다(프랭크 오즈) / 오젤(마이클 쉬어드)
- 이재용 - 랜도(빌리 디 윌리엄스) / 비어스(줄리안 글로버)
- 이호인 - 피에트(제러미 벌로치)
- 이완호 - 펠퍼틴 황제(이언 맥더미드)
- 원호섭 - 해설
- 김규식 - 라이켄 장군(브루스 바)
- 서문석 - 로스 니다(마이클 쿨버) / 보바 펫(테뮤라 모리슨)
- 위훈 - 반란군(노만 챈서) / 제국군(마크 존스)

## 수상 내역
| 연도 | 주최국 | 주관        | 수상 부문 | 주석  |
| ---- | ------ | ----------- | --------- | ----- |
| 1981 | 미국   | 아카데미 상 | 음향상    | [ 3 ] |

## 최고의 영화 선정 리스트
| 연도 | 주최국 | 주관                                 | 선정 내용                            | 순위      | 주석                     |
| ---- | ------ | ------------------------------------ | ------------------------------------ | --------- | ------------------------ |
| 2008 | 영국   | 《엠파이어》                         | 역대 가장 위대한 영화 500선          | 3위       | [ 4 ]                    |
| 2006 | 영국   | 《토탈 필름》 독자                   | 역대 가장 위대한 영화 100선          | 1위       | [ 5 ]                    |
| 2005 | 영국   | 《토탈 필름》 편집위원               | 역대 가장 위대한 영화 100선          | 8위       | [ 6 ]                    |
| 2004 | 영국   | 《가디언》과학자                     | 최고의 SF 영화 10선                  | 3위       | [ 7 ] [ 8 ] [ 9 ] [ 10 ] |
| 2003 | 영국   | 《죽기 전에 꼭 봐야 할 영화 1001편》 | 《죽기 전에 꼭 봐야 할 영화 1001편》 | 순위 없음 | [ 11 ]                   |
| 2002 | 미국   | 온라인 비평가 협회                   | 지난 100년 동안 최고의 SF 영화 100선 | 4위       | [ 12 ]                   |

## 같이 보기
- 스타 워즈 배역 목록
- 스타 워즈 캐릭터

## 흥밋거리
《스타워즈 에피소드 5: 제국의 역습》의 포스터들 중 하나는 《바람과 함께 사라지다》의 포스터를 패러디 한 것으로 보인다.